# Trichrysis triacantha
Trichrysis triacantha (лат.) — вид ос-блестянок рода Trichrysis из подсемейства Chrysidinae.

## Распространение
Китай (Фуцзянь, Тайвань, Гуандун, Гонконг, Хайнань, Юньнань). Широко распространен в Юго-Восточной Азии.

## Описание
Длина тела 5,5—8,0 мм. Ярко-окрашенные металлически блестящие осы. Тело от голубого до синевато-зелёного цвета. 
Скапус и педицель голубовато-зелёные, членик жгутика F1 от чёрного до частично или полностью металлически голубовато-зелёного, остальная часть жгутика чёрная. Тегула металлически-синяя или черновато-коричневая с обширными металлическими отблесками. Ноги голубовато-зелёные, передние голени черновато-коричневые с отражением, средние и задние голени полностью или частично металлически зелёные. Задний край третьего тергита брюшка с 3 небольшими широкими зубцами..